# Natterytter
|  | Denne artikel er oprettet af botten PalnaBot ud fra en ekstern database. Den kan derfor have sproglige fejl eller mangler. Denne skabelon kan fjernes efter kontrol af indholdet. |

Natterytter er en børnefilm fra 1986 instrueret af Svend Johansen efter manuskript af Marie Louise Lefèvre, Svend Johansen.

## Handling
Novellefilm for børn om den 12-årige Hanne, der blander virkelighedens og drømmens verden sammen. Hanne tager på vinterferie hos sin mormor på landet, og under denne ferie vokser hendes fascination og angst for det ukendte. Heste spiller en stor rolle i pigens liv, hun elsker at ride og drømmer om heste og ryttere. I ferien møder hun en jævnaldrende dreng, Thomas,og sammen hører de om den hovedløse rytter, der spøger på en nærliggende borgruin.